# Paul Cannac
Paul Cannac est un homme politique français né le 21 décembre 1858 à Carcenac-Peyralès (Aveyron) et décédé le 20 décembre 1935 à Quins (Aveyron).

## Biographie
Médecin à Quins et exploitant agricole, il est investi dans le milieu agricole et devient président de la caisse régionale de crédit agricole. Il est maire de Quins de 1887 à 1935. En 1889, il est conseiller général du canton de Naucelle et le reste jusqu'à son décès. Sénateur de l'Aveyron de 1912 à 1921, il s'inscrit au groupe de la Gauche démocratique et s'intéresse particulièrement aux questions agricoles.

## Sources
- Ressource relative à la vie publique :   - Sénat
- « Paul Cannac », dans le Dictionnaire des parlementaires français (1889-1940), sous la direction de Jean Jolly, PUF, 1960 [détail de l’édition]